# زنان در عمان
از نظر تاریخی زنان در عمان از زندگی روزمره در مجامع محروم بودند. اما با پراکندگی عمانی‌ها در اوایل دهه ۱۹۰۰ و بازگشت آنها در اوایل دهه ۱۹۷۰، جمعیت معاصری از عمانی‌ها که تحت تأثیر استعماری انگلیس در زمان خود در خارج از کشور بودند، آهسته آهسته بسیاری از سنت‌های تفکیک جنسیت را به چالش کشیده‌اند. هم‌اکنون زنان مشاغل و آموزش‌های حرفه ای را دنبال می‌کنند، به آرامی از حصر خانگی به سمت حوزه عمومی حرکت می‌کنند. در عمان، ۱۷ اکتبر هر سال به عنوان روز زن عمانی با برنامه‌های مختلف حامیان زنان برگزار می‌شود.

## سیاست
در سال ۱۹۷۰، فضای سیاسی و اجتماعی عمان با ظهور حاکم جدید، قابوس بن سعید، فرزند محافظه کار سعید بن تیمور تغییر یافت. قابوس پس از گذشت چندین دهه از رشد راکد پدر خود را در یک کودتا سرنگون کرد و بلافاصله برنامه‌های اجتماعی متعددی را آغاز کرد، راه اندازی بیمارستان‌ها، درمانگاه‌ها، مدارس و غیره از جمله این اقدامات بود. بسیاری از عمانی‌ها که برای تحصیل در خارج از کشور زندگی می‌کردند، بازگشتند تا در ساخت یک ملت جدید شرکت کنند که آنان همچنین نگرش لیبرال و آزادای کشورهای میزبان خود از جمله ایده روابط برابر جنسیت را با خود به همراه داشتند.

## تحصیلات
آموزش مدرن قبل از سال ۱۹۴۰ برای عمانیان خارجی بود. پیش از اصلاحات انجام شده توسط سلطان قابوس، فقط سه مدرسه ابتدایی وجود داشت که ۹۰۰ پسر را پوشش می‌داد و بیشتر به تلاوت قرآن و یادگیری مهارت‌های اساسی ریاضی و نوشتن تمرکز داشتند. در سال ۱۹۷۰، سلطان قابوس سیاست آموزش جهانی را برای زنان و مردان وضع کرد، حضور زنان در مدارس از ۰٪ در ۱۹۷۰ به ۴۹٪ در سال ۲۰۰۷ افزایش یافت. در سال‌های بعد، ۶۰۰۰۰۰ دانش آموز اعم از زن و مرد در بیش از ۱۰۰۰ مدرسه ثبت نام کردند و عمان را یک قدم به هدف «آموزش برای همه» نزدیک کرد.

## کار و اشتغال

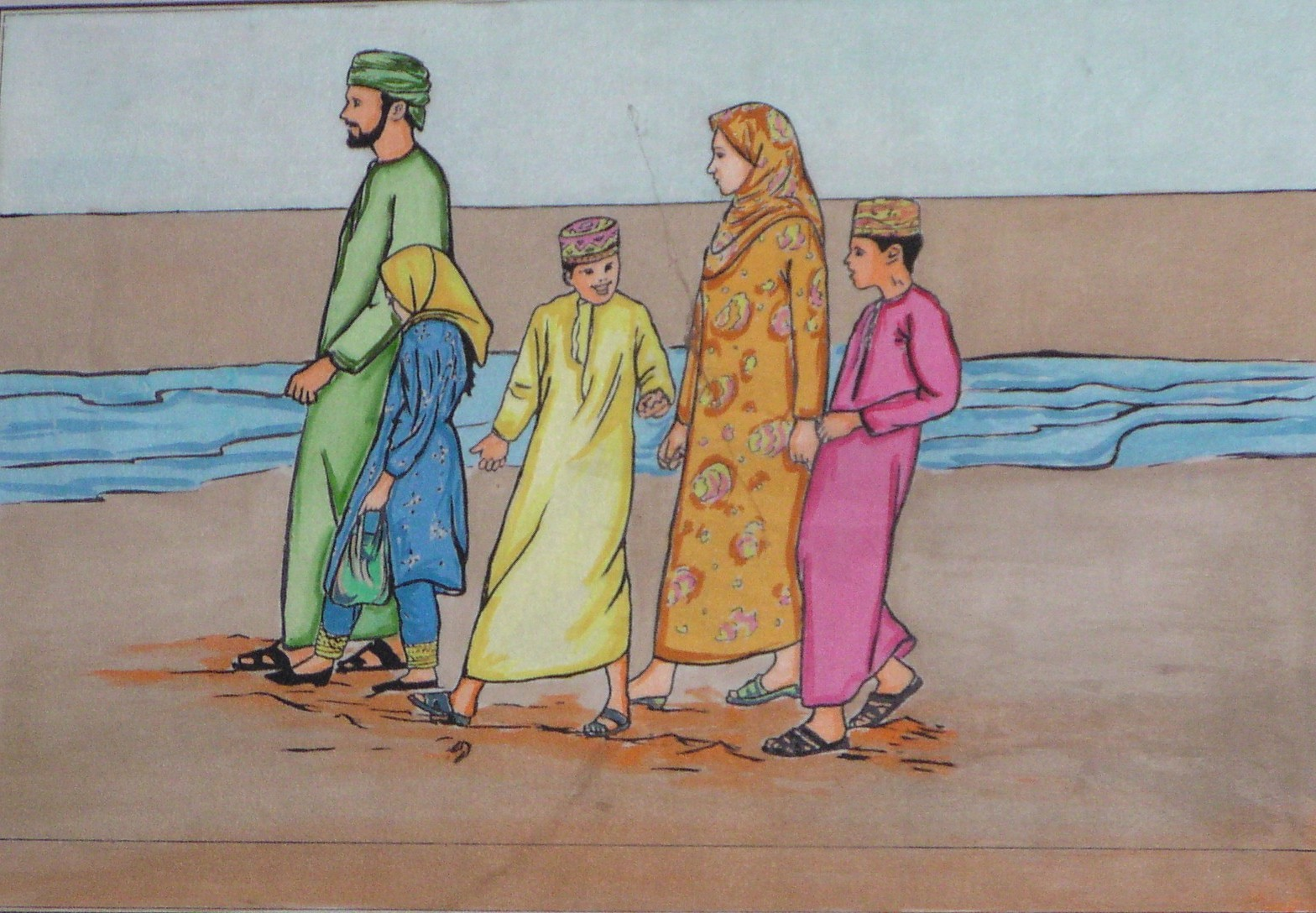
یک خانواده عمانی

از دهه ۱۹۷۰، زنان به‌طور معمول در خارج از کشور تحصیل می‌کردند تا به عمان برگردند و به «بازسازی کشور» کمک کنند. با رهبری که آرمانهای نوسازی و پیشرفت را در آغوش گرفت، زنان توانستند تقریباً در هر حرفه ای مشغول به کار شوند: بانکداری، پزشکی، مهندسی، تدریس و غیره. براساس سرشماری تحت حمایت یونیسف، ۴۰٪ از زنان فعال اقتصادی در رده‌های شغلی حرفه ای قرار داشتند. در سال ۲۰۰۰، ۱۷٪ نیروی کار عمان را زنان تشکیل می‌دادند.

## دین
جامعه و مقررات عمان به‌طور کلی مبتنی بر قانون شرع اسلامی است که به زنان و مردان حقوق و مسئولیتهای مختلفی ارائه می‌دهد. تفسیر مترقی کشور از قانون شرع بدان معنی است که زنان مجاز هستند تا حد ممکن در سیاست، جامعه و نیروی کار مشارکت کنند، اما در عین حال اجازه نمی‌دهند که از مسئولیت‌های خود در قبال خانواده‌های خود چشم پوشی کنند.
این کشور تلاش کرده‌است هماهنگی برای بهبود حقوق زنان مطابق با شرع، در عین حال مسئولیت‌های خود را در خاطر داشته باشد.

## پوشش
قواعد تواضع در فرهنگ اسلامی ایجاب می‌کند که زن در هر زمان و به خصوص در هنگام مسافرت دورتر از خانه، در حد متوسطی پوشش داده شود. برخی از زنان و جوامع محافظه کار تر پوشش برقع را انتخاب کرده‌اند تا از چشم مردان از خود محافظت کنند. بسیاری از زنان از مناطق مختلف فقط موهای خود را با روسری می‌پوشانند.

## خانواده
همواره در درجه اول زن به عنوان همسر و مادر دیده می‌شوند. ازدواج خوب و فرزندآوری، وضعیت اجتماعی آنها را تعیین می‌کند و به محض ازدواج زن، بیشتر تصمیمات وی توسط شوهر گرفته می‌شود.
ازدواج یک لحظه تعیین‌کننده در زندگی یک زن عمانی است و نشانگر تحول او از دختر به زن است. اگرچه سلطان قابوس در سال ۱۹۷۱، به زنان و مردان حق قانونی برای انتخاب همسر خود را در سال ۱۹۷۱ داد، اما طبق رسم پدر دختر مسئول مراسم ازدواج مناسب و تضمین شادی دخترش است. بیشتر دختران در زمان رسیدن به بلوغ ازدواج می‌کنند.
در کنار پیشرفت در سایر زمینه‌های زندگی زنان، اهمیت سلامت جنسی و آموزش بهداشت زنان اخیراً مورد توجه قرار گرفته‌است. حتی در سال ۲۰۰۴، ۱۵٪ از دختران نوجوان ۱۵ تا ۲۰ ساله متأهل بودند، که آماری بسیار بالاتر از سایر کشورها بود و منجر به جمعیت بسیار جوان و بی سواد مادران جوان می‌شد. در سال ۱۹۹۴، دولت برنامه فاصله زایمان را با استفاده از قرص‌های ضدبارداری اجرا کرد زوج‌های متأهل را به تهیه رایگان آنها در بیشتر مراکز بهداشتی ترغیب کرد. این برنامه مؤثر بود و میزان باروری کل از ۷٫۰۵ درصد در ۱۹۹۵ به ۴٫۸ درصد در سال ۲۰۰۰ کاهش یافت.